# Port lotniczy Los Tablones
Port lotniczy Los Tablones (Aeropuerto de Los Tablones) – port lotniczy zlokalizowany w mieście Los Tablones w Gwatemali.